# The Contino Sessions
The Contino Sessions è il secondo album in studio del gruppo musicale britannico Death in Vegas, pubblicato nel 1999.

## Tracce
1. Dirge – 5:44
2. Soul Auctioneer – 5:59
3. Death Threat – 4:50
4. Flying – 7:06
5. Aisha – 5:54
6. Lever Street – 3:39
7. Aladdin's Story – 4:45
8. Broken Little Sister – 5:18
9. Neptune City – 4:43

## Formazione
- Richard Fearless
- Tim Holmes
- Dot Allison – voce in "Dirge"
- Bobby Gillespie – voce in "Soul Auctioneer"
- Iggy Pop – voce in "Aisha"
- Jim Reid – voce in "Broken Little Sister"